# پینتو (ماگدالنا)
پینتو (انگلیسی: Pinto, Magdalena) نام شهری در کشور کلمبیا است.